# Жданов, Александр Николаевич
Алекса́ндр Никола́евич Жда́нов (укр. Олександр Миколайович Жданов; род. 27 мая 1984, Харьков) — украинский футболист, защитник.

## Биография
Воспитанник харьковского футбола. В ДЮФЛ выступал за «Металлист». В 2003 году попал в команду «Газовик-ХГД», которая выступала в Любительском чемпионате Украины. В сезоне 2003/04 команда вышла во Вторую лигу. Во Второй лиге дебютировал 26 июля 2003 года в матче против команды «Шахтёр-3» (2:1).
Летом 2006 года перешёл в ФК «Львов». В команде дебютировал 21 июля 2006 года в матче против бориспольского «Борисфена» (3:1). В сезоне 2007/08 выступал на правах аренды в «Княже» из села Счастливого Бориспольского района. В сезоне 2008/09 «Львов» вышел в Премьер-лигу, в первой игре «Львов» обыграл прошлогоднего чемпиона Украины, донецкий «Шахтёр» (2:0). По итогом сезона «Львов» вылетел в Первую лигу вместе с ФК «Харьков». В конце июня 2009 года побывал на просмотре в одесском «Черноморце», но команде не подошёл. В итоге подписал контракт с криворожским «Кривбассом». В команде дебютировал 18 июля 2009 года в матче против донецкого «Шахтёра» (0:3).
В июле 2014 года перешёл в любительский коллектив Харьковской области, «Колос» из пгт Зачепиловка. Вместе с командой дважды становился серебряным призёром чемпионата Харьковской области в 2014 и 2015 годах, обладателем Кубка и Суперкубка Харьковской области, а также бронзовым призёром любительского чемпионата Украины 2015.
В начале 2016 года стал игроком израильского «Хапоэля» из Бейт-Шеана.

## Статистика
| Сезон   | Клуб        | Лига                   | Чемпионат | Чемпионат | Кубок | Кубок | Дубль | Дубль |
| Сезон   | Клуб        | Лига                   | Игры      | Голы      | Игры  | Голы  | Игры  | Голы  |
| ------- | ----------- | ---------------------- | --------- | --------- | ----- | ----- | ----- | ----- |
| 2003    | Газовик-ХГД | ААФУ                   | 7         | 0         | —     | —     | —     | —     |
| 2003/04 | Газовик-ХГД | Вторая лига Украины    | 29        | 7         | 1     | 0     | —     | —     |
| 2004/05 | Газовик-ХГД | Вторая лига Украины    | 19        | 0         | 1     | 0     | —     | —     |
| 2005/06 | Газовик-ХГД | Вторая лига Украины    | 19        | 1         | 1     | 0     | —     | —     |
| 2006/07 | Львов       | Первая лига Украины    | 35        | 1         | 3     | 0     | —     | —     |
| 2007/08 | Княжа       | Вторая лига Украины    | 29        | 1         | 1     | 0     | —     | —     |
| 2008/09 | Львов       | Премьер-лига Украины   | 28        | 0         | 2     | 0     | 0     | 0     |
| 2009/10 | Кривбасс    | Премьер-лига Украины   | 28        | 0         | 2     | 0     | 0     | 0     |
| 2010/11 | Кривбасс    | Премьер-лига Украины   | 16        | 0         | 0     | 0     | 4     | 0     |
| 2011/12 | Кривбасс    | Премьер-лига Украины   | 1         | 0         | 1     | 0     | 26    | 0     |
| 2012/13 | Полтава     | Первая лига Украины    | 23        | 0         | 0     | 0     | —     | —     |
| 2013/14 | Полтава     | Первая лига Украины    | 19        | 2         | 0     | 0     | —     | —     |
| 2014    | Слуцк       | Высшая лига Белоруссии | 11        | 0         | 0     | 0     | —     | —     |

## Достижения
«Княжа» (Счастливое)
- Победитель Второй лиги Украины (Группа А): 2007/08.

«Маккаби» (Нетания)
- Победитель Лиги Леумит: 2016/17.

«Металлист 1925»
- Бронзовый призёр Второй лиги Украины: 2017/18